# Интерлудијум
Интерлудијум  (лат. interludare) је међучин (уметак) у позоришном комаду. Користи се углавном за акцентовање времена. У драмским представама има све карактеристике чина.